# Andréa Parisy
Andréa Parisy, född Andrée Marcelle Henriette Parizy 4 december 1935 i Levallois-Perret, Île-de-France, död 27 april 2014 i Paris, var en fransk skådespelerska.

## Roller i urval
- 1958 – Storstadsungdom
- 1959 – Med berått mod
- 1963 – 100.000 dollar i solen
- 1965 – Les bons vivants
- 1966 – Den stora kalabaliken
- 1968 – Den lille badaren
- 1968 – Mayerlingdramat
- 1999 – Pas de scandale